# Кунівка (Люблінське воєводство)
Кунівка (пол. Kunówka) — село в Польщі, у гміні Тарнаватка Томашівського повіту Люблінського воєводства.
Розташоване на Закерзонні (в історичному Надсянні).

## Історія
Первісним населенням Кунівки були русини-лемки, які компактно проживали на своїх історичних землях.
У 1975-1998 роках село належало до Замойського воєводства.